# Kölpinsee (Loddin)

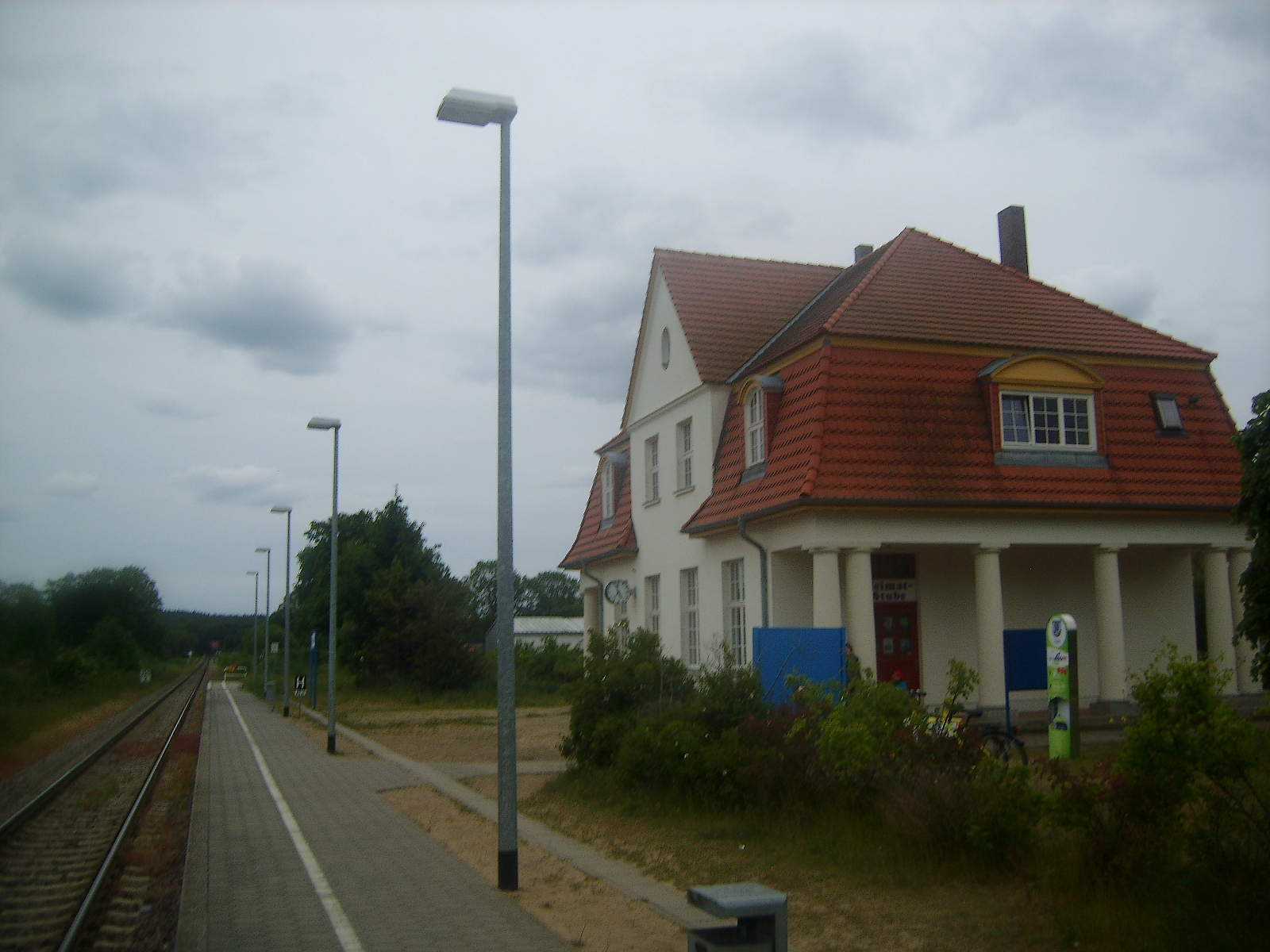
Bahnhof Kölpinsee

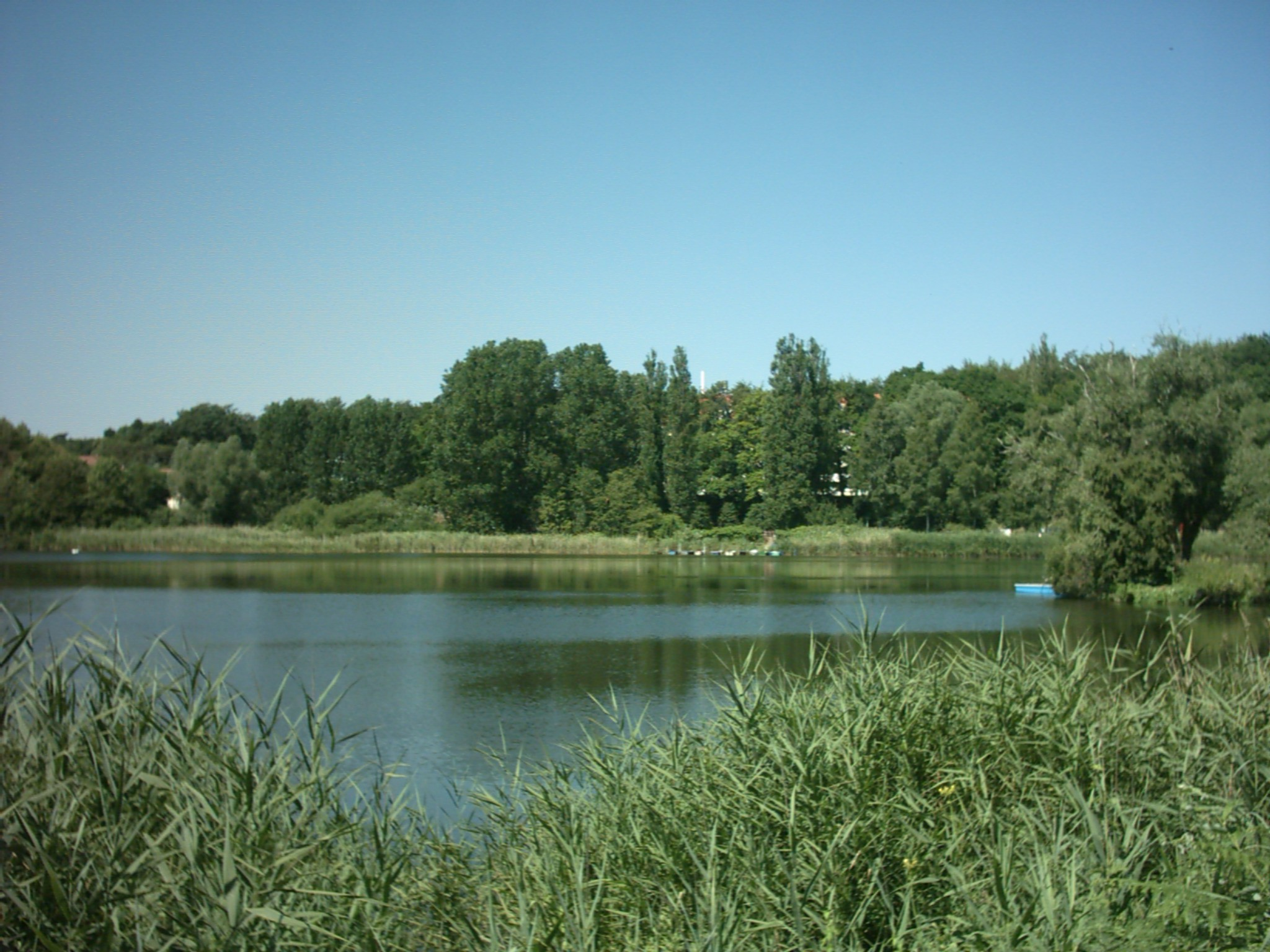
Der Kölpinsee

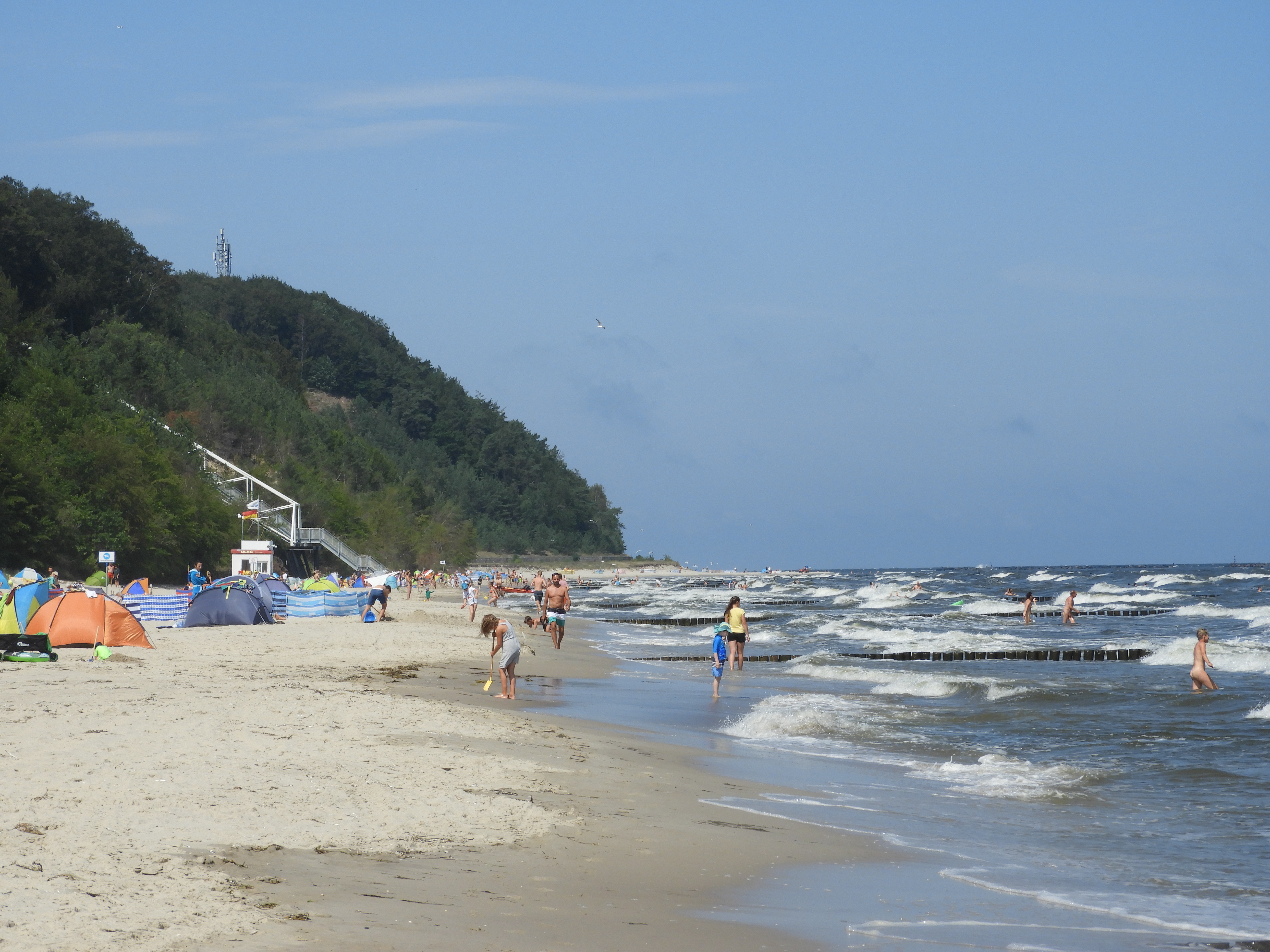
Strand von Kölpinsee und Streckelsberg

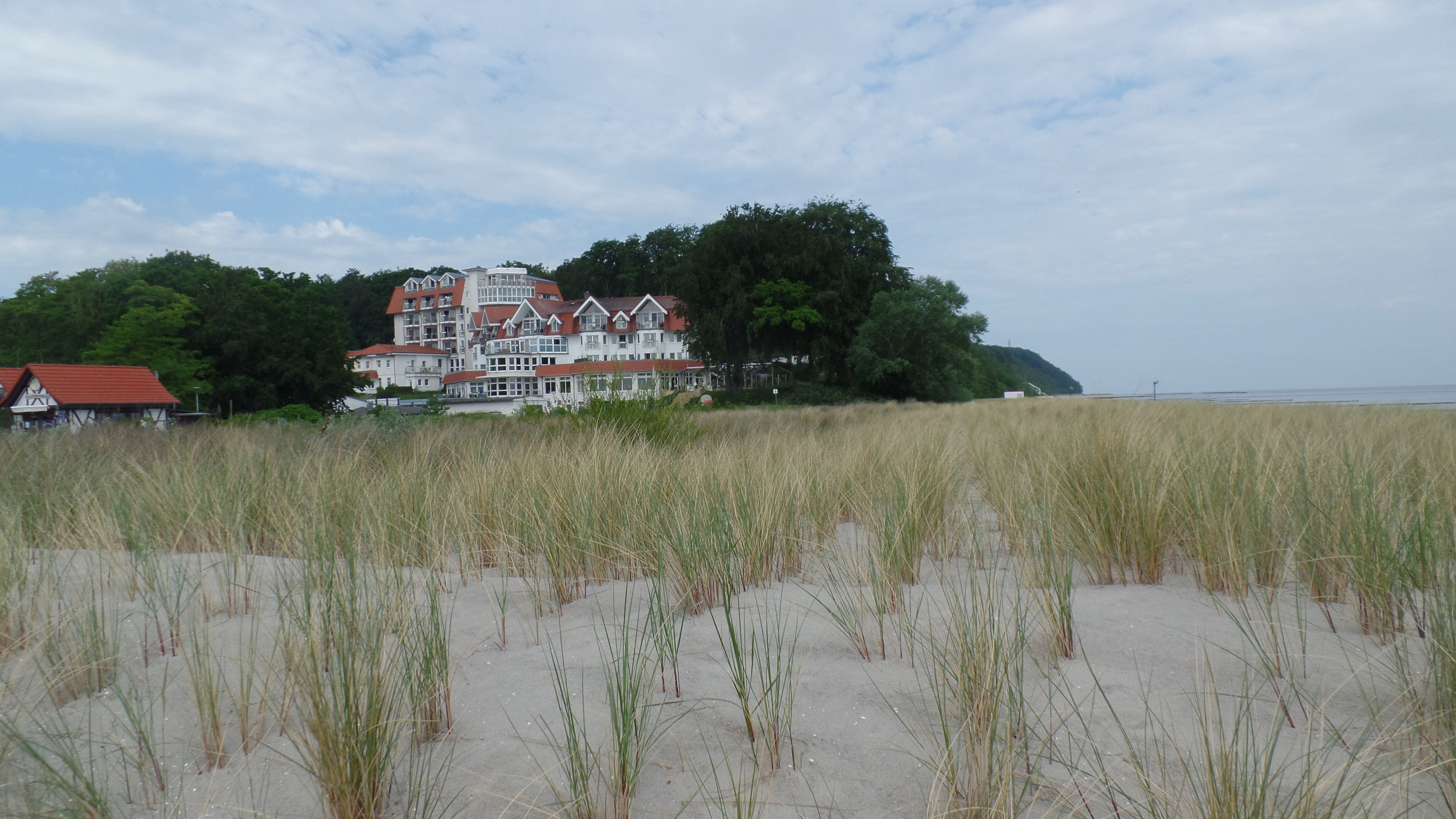
Hotel Seerose

Kölpinsee ist ein Ortsteil der Gemeinde Loddin auf der Insel Usedom.

## Geographie und Verkehr
Kölpinsee liegt auf der dem Meer zugewandten Seite der Gemeinde Loddin, zwischen der Ostseeküste und der Bundesstraße 111. Im Nordwesten befindet sich die Nachbargemeinde Koserow, im Südosten schließt sich der Loddiner Ortsteil Stubbenfelde an.
In Kölpinsee befindet sich der gleichnamige See mit einer Wasserfläche von zirka 28 Hektar. Der See ist nur zweihundert Meter von der Ostsee entfernt, von der ihn eine niedrige Vordüne und ein Schutzdeich trennt.
Der nordwestliche Teil des Ortes ist von Buchen- und Kiefernwald und einer in Richtung Koserow allmählich ansteigenden Steilküste geprägt. In Richtung Osten schließt sich ein flacher Küstenabschnitt an, der zu dem zwischen der Küste und dem Kölpinsee gelegenen Teufelsberg hin wieder ansteigt.
Der Haltepunkt Kölpinsee liegt an der Bahnstrecke Züssow–Wolgaster Fähre–Swinemünde.

## Geschichte
Kölpinsee wurde 1421 als „Culpin“ erstmals erwähnt. Der slawische Gründungsname wird mit „Schwan“ und in Verbindung mit dem See als „Schwanenteich“ gedeutet. Der Ort gehörte dem Kloster Pudagla.
Im Jahr 1610 wurde nochmals der Ort Colpin (colpa = Schwan) nahe bei Loddin erwähnt. Der Ort wurde im  Dreißigjährigen Krieg von Wallensteins Truppen bis auf die Grundmauern niedergebrannt und geplündert und dann nicht weiter erwähnt. Loddin kam nach dem Frieden von Stockholm vom 1. Februar 1720 als Staatsdomäne zu Preußen. Im Jahr 1848 wurde das Land aufgesiedelt.
Mit dem Namen Kölpinsee wurde der Ort im Messtischblatt von 1880 und 1906 im Ortsverzeichnis genannt. 1880 bestand der Ort nur aus dem kleinen Villenviertel am See und der Loddiner Bootsstelle (Heringspackerei) am Strand des heutigen Kölpinsee.
Am Ende des 19. Jahrhunderts suchte Loddin Anschluss an den Badetourismus, der damals in den Kaiserbädern im Osten der Insel bereits florierte. Im Jahr 1896 ließ Carl Prutz an der Ostseeküste das Hotel Wald und See, das heute nicht mehr existiert, bauen und erweiterte damit den neuen Loddiner Ortsteil Kölpinsee. Nur dem Namen nach knüpft diese Bezeichnung an den ehemaligen Ort „Culpin“ oder „Colpin“ an, dessen tatsächliche Lage nicht mehr nachvollziehbar ist. 1920 erstreckte sich der Ort von der Villenkolonie bis zur Straße bzw. Bahnlinie, am Strand wurde ein Bad installiert.
Zweimal wurde in einer Silvesternacht (1904/1905 und 1913/1914) bei Sturmhochwassern die Düne durchbrochen, und die Ostsee ergoss sich über den Kölpinsee hinweg bis zum Achterwasser. Aus diesem Grund wurde 1928 mit dem Bau eines Schutzdeiches zwischen dem Kölpinsee und der Ostsee begonnen. Dieser wurde ein Jahr später fertiggestellt. In den 1950er Jahren wurde dem Strand vorgelagert eine 300 Meter lange Brandungsmauer errichtet, um die fortschreitende Abspülung der Steilküste zu verhindern. Sie wurde 1954 bei einem Sturmhochwasser zerstört und nicht wieder aufgebaut.

## Tourismus
Der für Usedom typische breite weiße Sandstrand macht den Ort im Sommer für Badegäste sehr attraktiv. Der Kölpinsee ist für Wanderer oder Angler ein attraktives Ausflugsziel. Im Ort sind viele Betriebe des Hotellerie- und Gastronomiegewerbes ansässig. Kölpinsee/Loddin gehört gemeinsam mit Ückeritz, Koserow und Zempin dem Vereinsverbund Usedomer Bernsteinbäder an, dessen Ziel die gemeinsame touristische Vermarktung ist.
In den 1920/30er Jahren war der kleine Badeort ein Treff von UFA-Filmstars wie Willy Fritsch, Lilian Harvey, Grethe Weiser, Anny Ondra und Hans Söhnker im 1897 eröffneten Hotel Seerose. Heute ist in dem Hotel eine Ausstellung des Malers Walter Womacka, der hier lange gelebt hat.
Nach 1949 wurden in den Ortsteilen Kölpinsee und Stubbenfelde die bestehenden Hotels verstaatlicht. Nach der Wende in den 1990er Jahren wurden diese zum Teil privatisiert und es entstanden ein Rehabilitationszentrum für Kinder und Jugendliche und eine Klinik für Mütter-Kind-Kuren, deren therapeutische Einrichtungen auf Hauterkrankungen und Atemwegsleiden spezialisiert sind.
Auf einer Anhöhe am Rande des Küstenwalds befindet sich ein Kurpavillon, in dem in der Badesaison Veranstaltungen stattfinden. Im 1911 fertiggestellten historischen Bahnhofsgebäude befindet sich ein kleines Museum mit einer Heimatausstellung.

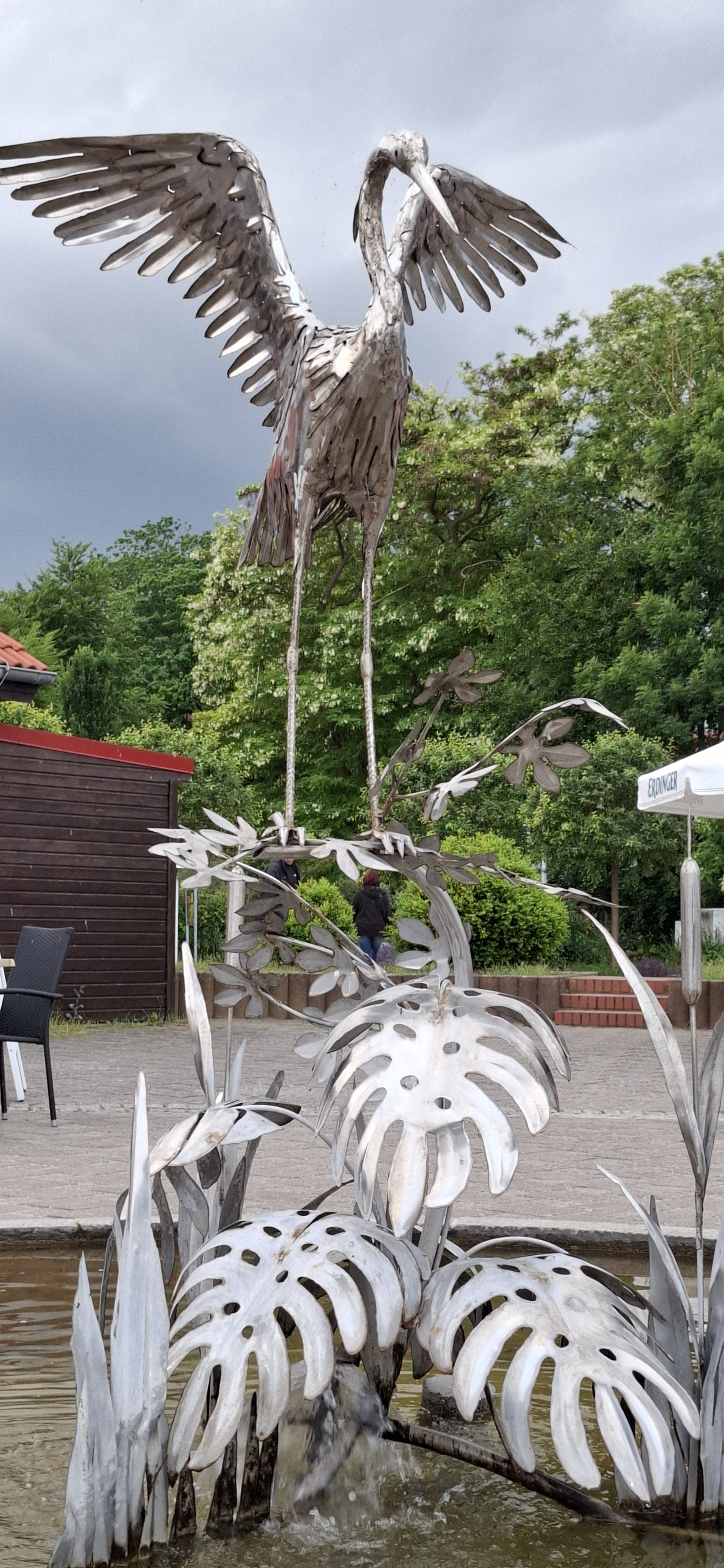
Kranichbrunnen am Kurpark